# Буддизм в Маньчжурии

## История проникновениябуддизма
В XVII веке тибетский буддизм, и в первую очередь традиция Гелуг, попал к маньчжурам, и во время их правления (империя Цин)
они во многом реставрировали высокий статус тибетского буддизма в Китае (в первую очередь в Маньчжурии и в северных областях Китая). Был основан тибетский монастырь в Пекине, а в Гехоле, летней столице маньчжуров, расположенном на северо-востоке от Пекина, были построены точные копии лхасской Поталы, а также монастырей Самье и Ташилунпо. 
Канджур был полностью переведён с тибетского языка на маньчжурский, в основе письменности которого, созданной с участием буддистских учёных, лежит адаптированный изначально для монгольского языка уйгурский шрифт.

Несмотря на близкое знакомство с буддизмом и принятие живого участия в религиозных делах Тибета и Монголии, маньчжуры также ввели в империи шаманистский в своей основе традиционный культ, который в научной литературе называется шаманизмом. От шаманизма его отличает детальная письменная кодификация и культ императорской династии, превратившие его в аналог японской религии синто.